# Masters de Europa
El Masters de Europa es un torneo de snooker, profesional y de ranking, que se celebra en diferentes puntos de Europa desde 1989.
Barry Hawkins defenderá en la próxima edición el título conseguido en 2023 al imponerse por 9-6 a Judd Trump en la final.

## Historia

### Ganadores
| Año                             | Ganador           | Resultado | Subcampeón          | Sede                       | Referencias |
| ------------------------------- | ----------------- | --------- | ------------------- | -------------------------- | ----------- |
| Abierto de Europa (de ranking)  |                   |           |                     |                            |             |
| 1989                            | John Parrott      | 9-8       | Terry Griffiths     | Deauville (Francia)        | [ 2 ]       |
| 1990                            | John Parrott      | 10-6      | Stephen Hendry      | Lyon (Francia)             | [ 2 ]       |
| 1991                            | Tony Jones        | 9-7       | Mark Johnston-Allen | Róterdam (Países Bajos)    | [ 2 ]       |
| 1992                            | Jimmy White       | 9-3       | Mark Johnston-Allen | Tongeren (Bélgica)         | [ 2 ]       |
| febrero de 1993                 | Steve Davis       | 10-4      | Stephen Hendry      | Amberes (Bélgica)          | [ 2 ]       |
| diciembre de 1993               | Stephen Hendry    | 10-4      | Ronnie O'Sullivan   | Amberes (Bélgica)          | [ 2 ]       |
| 1994                            | Stephen Hendry    | 9-3       | John Parrott        | Amberes (Bélgica)          | [ 2 ]       |
| 1996                            | John Parrott      | 9-7       | Peter Ebdon         | La Valeta (Malta)          | [ 2 ]       |
| 1997                            | John Higgins      | 9-5       | John Parrott        | La Valeta (Malta)          | [ 2 ]       |
| Abierto de Irlanda (de ranking) |                   |           |                     |                            |             |
| 1998                            | Mark Williams     | 9-4       | Alan McManus        | Tallaght (Irlanda)         |             |
| Abierto de Europa (de ranking)  |                   |           |                     |                            |             |
| 2001                            | Stephen Hendry    | 9-2       | Joe Perry           | La Valeta (Malta)          | [ 2 ]       |
| 2003                            | Ronnie O'Sullivan | 9-6       | Stephen Hendry      | Torquay (Inglaterra)       | [ 2 ]       |
| 2004                            | Stephen Maguire   | 9-3       | Jimmy White         | Portomaso (Malta)          | [ 2 ]       |
| Copa de Malta (de ranking)      |                   |           |                     |                            |             |
| 2005                            | Stephen Hendry    | 9-7       | Graeme Dott         | Portomaso (Malta)          | [ 3 ]       |
| 2006                            | Ken Doherty       | 9-8       | John Higgins        | Portomaso (Malta)          | [ 4 ]       |
| 2007                            | Shaun Murphy      | 9-4       | Ryan Day            | Portomaso (Malta)          | [ 5 ]       |
| Copa de Malta (de invitación)   |                   |           |                     |                            |             |
| 2007                            | Shaun Murphy      | 9-3       | Ken Doherty         | Portomaso (Malta)          | [ 6 ]       |
| Masters de Europa (de ranking)  |                   |           |                     |                            |             |
| 2016                            | Judd Trump        | 9-8       | Ronnie O'Sullivan   | Bucarest (Rumanía)         | [ 7 ]       |
| 2017                            | Judd Trump        | 9-7       | Stuart Bingham      | Lommel (Bélgica)           | [ 8 ]       |
| 2018                            | Jimmy Robertson   | 9-6       | Joe Perry           | Lommel (Bélgica)           | [ 9 ]       |
| enero de 2020                   | Neil Robertson    | 9-0       | Zhou Yuelong        | Dornbirn (Austria)         | [ 10 ]      |
| septiembre de 2020              | Mark Selby        | 9-8       | Martin Gould        | Milton Keynes (Inglaterra) | [ 11 ]      |
| febrero de 2022                 | Fan Zhengyi       | 10-9      | Ronnie O'Sullivan   | Milton Keynes (Inglaterra) | [ 12 ]      |
| agosto de 2022                  | Kyren Wilson      | 9-3       | Barry Hawkins       | Fürth (Alemania)           | [ 13 ]      |
| 2023                            | Barry Hawkins     | 9-6       | Judd Trump          | Núremberg (Alemania)       | [ 1 ]       |